# Cortodera omophloides
Cortodera omophloides là một loài bọ cánh cứng trong họ Cerambycidae.